# Borís Vasíliev (ciclista)
Borís Alexéyevich Vasíliev –en ruso, Борис Алексеевич Васильев– (Moscú, 13 de enero de 1937-Moscú, 18 de junio de 2000) fue un deportista soviético que compitió en ciclismo en la modalidad de pista, especialista en la prueba de tándem.
Participó en los Juegos Olímpicos de Roma 1960, obteniendo una medalla de bronce en la prueba de tándem (haciendo pareja con Vladimir Leonov).

## Medallero internacional
| Juegos Olímpicos | Juegos Olímpicos | Juegos Olímpicos  | Juegos Olímpicos |
| Año              | Lugar            | Medalla           | Competición      |
| ---------------- | ---------------- | ----------------- | ---------------- |
| 1960             | Roma ( Italia)   | Medalla de bronce | Tándem           |